# Pedro Michels
Pedro Michels (Braço do Norte, 20 de setembro de 1909 — Braço do Norte, 12 de agosto de 1987) foi um professor, maestro e político brasileiro.

## Vida
Filho de Manuel Michels e de Maria Steiner Michels, natural do bairro Pinheiral. Casou com Ferena Schlickmann Michels, filha de Teodoro Bernardo Schlickmann.

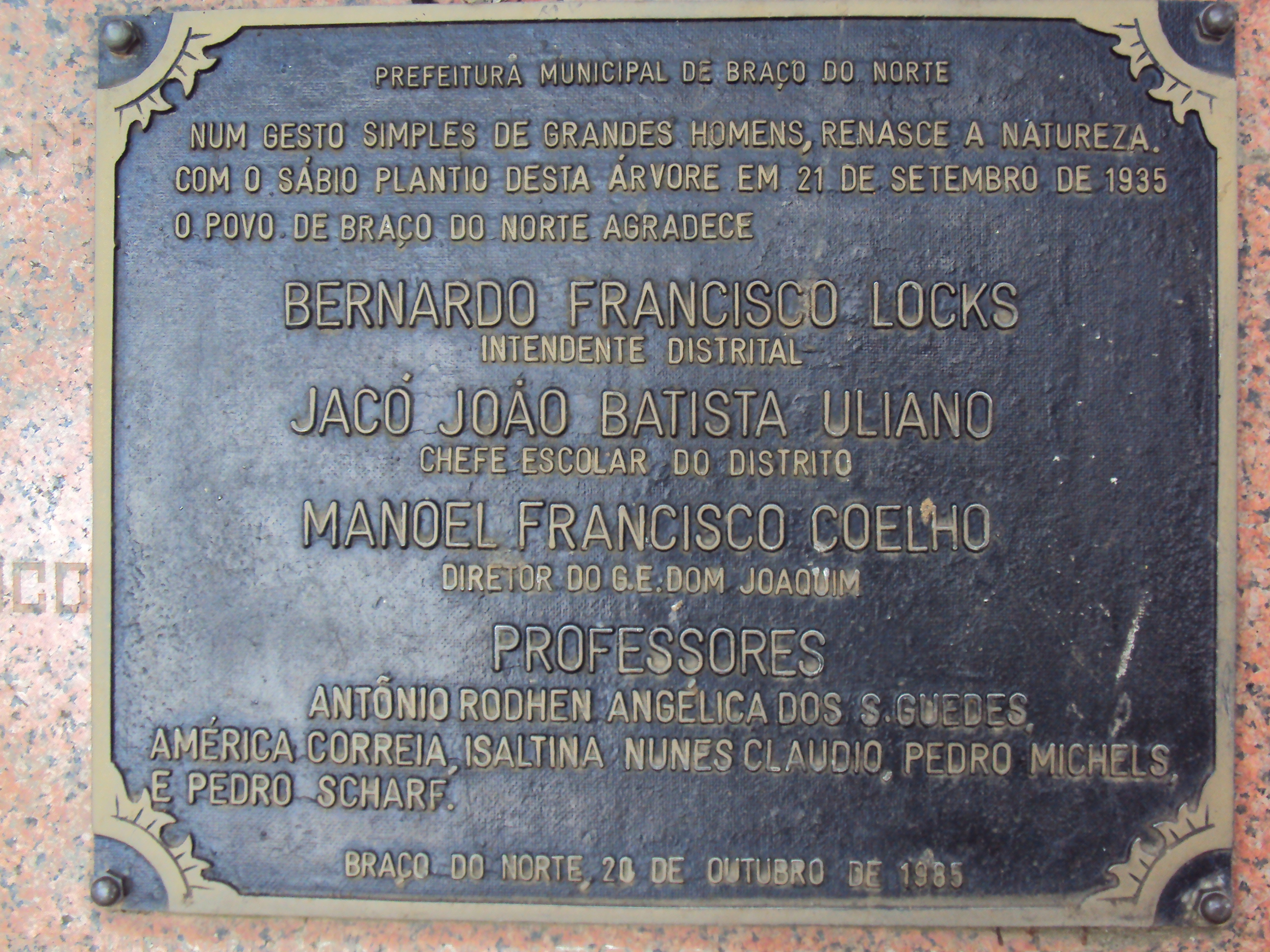
Placa identificatória aos pés da figueira na Praça Coronel Collaço, Braço do Norte

## Carreira
Filiado ao Partido Social Democrático (PSD), foi representante de Braço do Norte na câmara de vereadores de Tubarão, município ao qual o então distrito pertencia. Participou ativamente do movimento de emancipação política de Braço do Norte.